# 约翰逊–科里–柴可夫斯基反应
约翰逊–科里–柴可夫斯基反应（英語：Johnson–Corey–Chaykovsky reaction），有时简称为Corey–Chaykovsky反应或缩写成CCR，是一个用来合成如环氧化合物、氮杂环丙烷和环丙烷这类含三元环结构的有机化合物的有机化学反应。是由William Johnson在1961年发现的，后经艾里亚斯·詹姆斯·科里和Michael Chaykovsky的大幅完善和开发而成为一个重要的有机化学人名反应。
这个反应涉及到硫叶立德对亲电的碳碳或碳杂杂原子双键（如酮类、醛类、亚胺、α,β-不饱和羰基化合物）的加成产生对应的三元环结构。不管初始反应物的立体化学构型如何，该反应的非对映选择性都有利于生成反式取代的产物。除传统的烯烃环氧化反应以外，该反应提供了一条以醛、酮这类羰基化合物为原料有效合成环氧化物的途径。
多个著名天然化合物的全合成都使用了这个反应，利用它作为亚甲基化试剂在全合成过程中实现所需的环氧化物结构。对该反应的机理、适用范围以及对映体的选择性合成方法均已有深入的研究。

## 历史
最早由William Johnson在1961年发现的。他原本想尝试实现9-二甲锍基芴与对硝基苯甲醛之间的Wittig 反应合成烯烃，结果用两者反应后未能如膦或胂叶立德和苯甲醛的反应那样得到苯亚甲基芴，而是得到了环氧亚苄基芴，从而偶然发现了此反应。
此后科里和Chaykovsky在这个发现的基础上发展出了二甲基亚甲基锍叶立德(CH3)2SCH2和另一种亚砜叶立德试剂——二甲基氧代亚甲基硫叶立德(CH3)2SOCH2（Dimethyloxosulfonium methylide），即Corey-Chaykovsky试剂。。

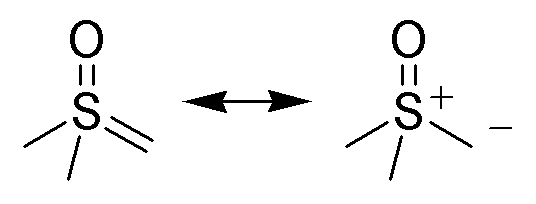
二甲基氧代亚甲基硫叶立德

## 反应试剂的制备
Corey–Chaykovsky试剂和二甲基亚甲基硫叶立德可分别通过二甲基亚砜和二甲基硫醚与碘甲烷形成鎓盐，然后用强碱（如氢化钠或正丁基锂）去质子化形成。Corey–Chaykovsky试剂不稳定，一般在反应中原位制备并进行反应。
例如Corey–Chaykovsky试剂与二苯甲酮的反应：
因为反应是在碱性试剂的存在下发生的，所以Johnson–Corey–Chaykovsky反应不适用于易烯醇化的羰基化合物。 近年来也有将此反应用于环氧化物的催化不对称合成。

## 反应机理
Johnson–Corey–Chaykovsky反应的机理如下：
首先锍叶立德对羰基或羰基共轭的烯烃双键或亚胺基团亲核加成，叶立德上的负电荷转移至杂原子上。因为锍正离子是一个好的离去基团，所以随后带负电荷的杂原子发生分子内的亲核取代形成三元环，同时使锍正离子以硫醚的形式离去。它与维蒂希反应的不同在于：维蒂希反应通过四元环中间体能形成键能更大的磷氧双键和烯烃，从而避免了环氧乙烷的形成。
反应的反式非对映选择性来源于反应初始步骤亲核加成反应的可逆性，它使得平衡倾向于形成反式而非顺式构象的甜菜碱型内盐。由于亲核加成得到的内盐分子中正负电荷间仅隔着两个碳原子，根据密度泛函理论的计算显示反应的速率控制步驟是中间的碳碳单键旋转使得带负电荷的杂原子能从背后对锍正离子进攻。
四个因素决定了反应初始步骤的的可逆性（即反应的非对映选择性），可逆性越大则选择性越高：
1. 底物的稳定性越高利于亲核加成步骤的平衡倾向于起始物，使得初始步骤的可逆性越大。
2. 叶立德越稳定会使初始步骤的可逆程度越大。
3. 甜菜碱型内盐中间体的空间位阻越大不利于中间体的形成并使起到决速作用的碳碳键旋转过程变慢，则初始步骤的可逆程度越大
4. 通过抗衡离子比如锂离子的参与使得内盐中间体更大程度的发生溶剂化，则会使碳碳单键的旋转更为容易，从而降低可逆性。

## 范围
Johnson–Corey–Chaykovsky反应在有机合成中有多种用途。

### 不同类型的叶立德
连接不同官能团的碳阴离子和锍阳离子构成许多不同类型的硫叶立德。取代基会影响合成硫叶立德试剂的难易程度（典型的合成方法是用锍盐的卤化物比如从碘化三甲基锍制备硫叶立德）和硫叶立德的反应速率。